# Arvire et Évélina
Arvire et Évélina (o, secondo la grafia d'epoca utilizzata nel libretto originale, Arvire et Evélina) è un'opera in francese di Antonio Sacchini, che fu messa in scena per la prima volta a Parigi, il 29 aprile 1788, nell'ambito dei programmi dell'Académie Royale de Musique (Opéra). Essa ha la forma di una tragédie lyrique in tre atti, su libretto di Nicolas-François Guillard e costituisce l'ultima opera scritta da Sacchini, peraltro rimasta incompiuta a causa della morte improvvisa del compositore nell'ottobre del 1786. La musica mancante fu aggiunta dal direttore dell'orchestra (batteur de mesure) dell'Opéra, Jean-Baptiste Rey.

## Genesi

### Il libretto
Arvire et Évélina è la quinta opera francese di Sacchini e la quarta frutto della collaborazione con Guillard, il suo librettista prediletto a Parigi. L'opera si ispira liberamente a un evento storico: la resistenza dell'antico re britannico Carataco contro l'invasione romana nel primo secolo d.C. Guillard costruì il suo testo basandosi su Caractacus, un poema drammatico dello scrittore inglese William Mason (1724-1797) pubblicato nel 1759, che si era rivelato un vero e proprio bestseller, grazie alla moda del mondo celtico che si stava vieppiù affermando nella seconda metà del Settecento, con particolare riferimento a figure come quelle degli antichi druidi. Mason aveva preso in prestito il nome del grande sacerdote druidico, Modred, dal famoso poema The Bard, del suo amico Thomas Gray, e, nel 1776, aveva adattato il suo lavoro per una rappresentazione teatrale al Covent Garden con musiche di scena di Thomas Arne.
Guillard rielaborò liberamente l'opera di Mason, cambiando l'intreccio e molti particolari. Ad esempio, introdusse il pentimento finale del cattivo della situazione, Vellino, ritenendo che i gusti del pubblico francese richiedessero il lieto fine, e, per evitare ridicole cacofonie in musica, modificò radicalmente gran parte dei nomi, argomentando che la carenza di accuratezza storica non doveva preoccupare più di tanto, dato che si trattava di eventi estranei alla storia patria francese e comunque non certo molto conosciuti fuori dai circoli specialistici. Così, Carataco diventò "Arvire", Eliduro "Irvin", Cartismandua "Élfrida", e Aulo Didio "Messala".

### La morte di Sacchini e la partitura incompiuta
Sacchini aveva già completato la composizione di gran parte della partitura di Arvire nel corso del 1786, quando ne eseguì al clavicembalo diversi brani in anteprima alla sua patrona, la regina di Francia Maria Antonietta. Poi però si trovò suo malgrado coinvolto negli intrighi di corte volti ad impedire l'esecuzione a Fontainebleau della sua opera precedente, l'Œdipe à Colone, e la delusione che gliene derivò concorse probabilmente a provocare la sua morte improvvisa il 7 ottobre 1786, all'età di cinquantasei anni. Le circostanze in cui l'evento si produsse determinarono un'ondata di favore da parte del pubblico parigino nei confronti del compositore e favorirono l'enorme successo che accolse la prima esecuzione pubblica dell'Œdipe all'Opéra, nel mese di gennaio del 1787.
In tale situazione la direzione dell'Académie Royale de Musique si dimostrò immediatamente interessata a mettere in scena anche Arvire et Évélina, il cui terzo atto però era rimasto largamente incompiuto. Maria Antonietta era ansiosa di veder rappresentata l'opera e avrebbe desiderato che l'incarico di completarla venisse affidato al conterraneo e antico amico di Sacchini, Niccolò Piccinni, nonostante la rivalità che li aveva recentemente divisi. Invece la direzione dell'Opéra, con alla testa il compositore Antoine Dauvergne, avrebbe preferito il musicista tedesco Johann Christoph Vogel. Alla fine, né l'uno né l'altro dei due litiganti fu prescelto, e l'onore ricadde invece sul direttore dell'orchestra del teatro, Jean-Baptiste Rey, il cui maggior punto di forza consisteva nel fatto che la partitura si trovava già in sua mano. Egli infatti prima aveva indotto il padrone di casa ed il servo di Sacchini a consegnargliela, prevenendo così eventuali sequestri da parte delle autorità, poi aveva proclamato di essere stato incaricato direttamente da Sacchini sul letto di morte, producendo anche, come prova, una donazione a firma del compositore. Per quanto il documento fosse privo di validità legale, Rey riuscì ad averla vinta facendo appello alla regina e ai sentimenti xenofobi dominanti negli ambienti dell'Opéra, i quali non gradivano che il compito potesse andare ad un compositore straniero. Evidentemente, come ebbe modo di notare con ironia Melchior Grimm, c'era chi condivideva l'dea sostenuta da Rey, che "fosse un insulto fatto ai musicisti francesi incaricare un italiano della responsabilità di completare l'opera di un altro compositore italiano."

## Vicende dell'opera
Arvire et Évélina fu rappresentata per la prima volta giovedì 29 aprile 1788 e non fu poi più riportata in palcoscenico fino al 2 gennaio 1789. Fu data quindi altre dieci volte quello stesso anno e sette nel 1790. Tra il 1792 e il 1799, ci furono ulteriori 14 rappresentazioni, seguite da altre 37 nel periodo compreso tra il 1801 e il 1810. L'opera fu quindi rielaborata e ridotta in due atti per essere messa in scena in concomitanza con altri lavori nel corso del biennio 1820-1821. La si ascoltò per l'ultima volta a Parigi nel 1827 raggiungendo un totale complessivo rispettabile di 95 rappresentazioni.
L'opera fu tradotta in italiano da Lorenzo Da Ponte e rappresentata al King's Theatre di Londra il 10 gennaio 1797, rivelandosi un successo, con tredici spettacoli in tale anno e cinque nel 1798. Da Ponte fu lodato per l'inusuale fedeltà della sua traduzione e poté anche raddoppiare i profitti pubblicando in proprio il libretto tradotto, sotto il titolo di Evelina, or the Triumph of the English over the Romans, e mettendolo in vendita per il pubblico del teatro.

## La musica
Rey completò la partitura riutilizzando estratti di opere precedenti di Sacchini. Secondo Spire Pitou, «tre o quattro brani di Arvire et Évélina divennero assai popolari tra il pubblico, per esempio, "Le voila, ce héro qui combattait pour nous," ma fu l'aria "O jour affreux" a colpire più nel profondo gli spettatori»."
Nell'opinione di Giorgio Pestelli, non c'è, nella musica di Sacchini, praticamente nessun tentativo di corrispondere al primordiale romanticismo del testo letterario: "Con grande prontezza Guillard aveva presentato a Sacchini un libretto pervaso della prima sensibilità romantica, radunando l'abbraccio della natura e della notte [...], la leggiadria del terrore, Ossian, le foreste bretoni; ma questo romanticismo non passa nella musica che resta orientata allo stile eroico, con cadenze squadrate e ampi intervalli; solo nei cori dei bardi si avvertono più interessanti indugi, così come nella «Symphonie douce et majestueuse» in mi bemolle maggiore del II atto, intinta di quella solennità sacerdotale e massonica che due anni dopo risuonerà nel Flauto magico di Mozart."

## Personaggi e interpreti
| Distribuzione                                                            | Tipologia vocale              | Prima assoluta, 29 aprile 1788           |
| ------------------------------------------------------------------------ | ----------------------------- | ---------------------------------------- |
| Arvire, re dei Siluri                                                    | basse-taille (basso-cantante) | Auguste-Athanase (Augustin) Chéron       |
| Évélina, figlia di Arvire                                                | soprano                       | Anne Chéron (née Cameroy)                |
| Irvin, principe britanno, figlio minore di Élfrida, regina di Lenox      | haute-contre                  | Étienne Lainez                           |
| Vellinus, principe britanno, figlio maggiore di Élfrida, regina di Lenox | taille/baritono               | François Laïs                            |
| Messala, generale romano                                                 | basse-taille                  | Moreau                                   |
| Modred, capo dei druidi                                                  | baritono                      | Louis-Claude-Armand Chardin ("Chardiny") |
| Un bardo                                                                 | basse-taille                  | Martin                                   |
| Un romano                                                                | basse-taille                  | Châteaufort                              |
| Coro: druidi, bardi, soldati romani, soldati britanni                    |                               |                                          |

## Argomento
L'opera è ambientata nell'isola di Mona (Anglesey).

### Atto I
Scena: chiaro di luna; attraverso un boschetto di querce si intravede il mare agitato; rocce su entrambi i lati del palcoscenico
Il generale romano Messala e le sue truppe sono in cerca del re britannico Arvire per catturarlo e condurlo prigioniero in Roma. I principi Irvin e Vellinus, figli della regina di Lenox, Élfrida, britanna ma recente alleata di Roma, comunicano a Messala l'inanità delle sue ricerche: rintanato nel suo nascondiglio sull'isola di Mona, Arvire è al sicuro dalle armi nemiche. Se non con la forza, ribatte Messala, Arvire potrà essere catturato con l'astuzia, ed invita i due principi ad aiutarlo calcando le orme della loro madre. Vellinus si dichiara d'accordo a tradire Arvire, mentre Irvin è contrariato dall'indegno atteggiamento del fratello. Usciti di scena i due, entrano i druidi guidati da Modred per celebrare i loro sacri rituali. Modred invita tutti a far quanto possibile per proteggere Arvire dai Romani. Quando questi giunge, accompagnato da sua figlia Évélina, è in preda alla disperazione, vanamente confortato dalla ragazza, perché i Romani, dopo averlo sconfitto in battaglia, hanno fatto prigioniera la sua sposa. Alcuni dei druidi trascinano allora in scena Irvin e Vellinus, catturati mentre si nascondevano nei dintorni, e Vellinus si dichiara portatore, insieme al fratello, di notizie da parte della loro madre, ora disponibile ad allearsi con Arvire contro gli invasori. Essi anzi hanno il compito di portarlo con loro per porlo alla testa dell'esercito ed il re si lascia trarre in inganno allorché Vellinus gli comunica di essere riuscito a strappare sua moglie ai Romani e gli mostra nella sua mano, come prova, l'anello della donna. Rinfrancato Arvire segue Vellinus con impazienza.

### Atto II
Scena: magica grotta destinata alle cerimonie segrete dei druidi
Modred e suoi druidi celebrano il rituale che consente loro di prevedere il futuro: i presagi però si rivelano pessimi. Évélina irrompe in scena e avanza il sospetto che il padre si trovi in pericolo: la principessa diffida infatti dei due fratelli dopo che si è accorta dello strano comportamento, pieno di disagio e di turbamento, mantenuto da Irvin. Modred allora convoca il re, Irvin stesso e Vellinus, e intima che uno dei due principi attesti solennemente la loro buona fede con un sacro giuramento sull'altare divino, scegliendo infine per questo compito Irvin. Questi è particolarmente combattuto: da un lato è sopraffatto dai dubbi sulla correttezza dei piani della madre, tanto più ora che si è accorto di essere innamorato di Évélina, dall'altro recalcitra di fronte alla prospettiva di tradire il fratello. La cerimonia del giuramento viene comunque interrotta dall'intervento di Évélina che ottiene di essere lasciata sola con il principe e gradualmente lo induce ad ammettere il complotto. Arvire rientra allora annunciando che Vellinus è fuggito al campo romano, mentre un bardo proclama che le armi nemiche stanno invadendo Mona. Su incitamento di Évélina, Irvin si offre di assumere il comando della difesa britannica così da consentire ad Arvire di rimanere al sicuro nel suo nascondiglio. Il re e Modred accettano e il sacerdote consegna a Irvin spada ed elmetto: l'esercito britanno marcia verso la battaglia.

### Atto III
Scena: altro sito con rocce elevate e sporgenti che formano il fondo del teatro; a sinistra si trova un boschetto fitto nel quale si scorge un altare, a destra c'è un sotterraneo
Arvire vorrebbe prendere parte personalmente al combattimento, ma viene dissuaso dai Druidi che lo nascondono in una segreta sotterranea. L'esercito romano, guidato da Messalla e Vellinus, arriva in cerca di Arvire: Vellinus peraltro è preoccupato da suo fratello di cui teme la riluttanza nei confronti del tradimento ordito contro il re britanno. Quand'ecco che arrivano notizie dal campo: i soldati romani si stanno trovando a malpartito sotto il contrattacco dei Britanni guidati da Irvin. Messala si precipita allora a prendere la loro testa, lasciando Vellinus a proseguire la caccia ad Arvire, ma il principe inizia ora a dar segno di resipiscenza rispetto alla sua partecipazione al complotto. Quando comunque sente dei rumori provenire dal sottosuolo, ordina ai soldati di nascondersi in agguato, ed assiste all'ingresso di Évélina, venuta con i bardi a pregare per la salvezza del padre. Con un'azione improvvisa la principessa viene catturata e Vellinus riceve da Messala l'ordine di farle stretta guardia e di condurla rapidamente fuori da Mona. Intanto infuria la battaglia tra i Romani guidati dallo stesso Messala e i Britanni guidati a Irvin, e Modred può alla fine annunciare ad Arvire la vittoria di questi ultimi, mentre Irving entra in scena trascinando Messala in catene. La comunicazione, però, da parte di questi che Évélina è stata nel frattempo catturata, getta Arvire e Irvin nella disperazione, almeno fino all'arrivo di Vellinus, il quale, muturata completamente la sua crisi di pentimento, rilascia nelle loro mani la prigioniera. Di fronte a un tale sviluppo della situazione, Arvire decide di contraccambiare con magnanimità rilasciando a sua volta i prigionieri romani, cosa che induce Messala a promettere, per parte sua, il rilascio della sposa di Arvire e ad offrire al re britanno un'alleanza con Roma. L'opera si conclude con la concessione della mano di Évélina al prode Irvin.